# Dentons
 (février 2021).
Dentons est le plus grand cabinet d’avocats multinational, fondé en mars 2013 par la fusion du cabinet anglo-américain SNR Denton (en), du cabinet canadien Fraser Milner Casgrain et du cabinet français Salans LLP (en). Par sa fusion en 2015 avec le cabinet chinois Dahheng (大成), Dentons devient le plus important cabinet au monde en nombre d'avocats. Dentons est également l'un des plus grands cabinets quant au chiffre d'affaires, en 2017 Dentons était classé sixième mondial.

## Historique
Le 11 novembre 2012, SNR Denton (en), Salans LLP (en) et le cabinet d’avocats canadien Fraser Milner Casgrain annoncent leur fusion tripartite en vue de former un cabinet d’avocats ayant la structure corporative d’une association en Suisse et appelé Dentons,. Les associés des trois cabinets ont ratifié la fusion le 28 novembre 2012 et celle-ci a été parachevée le 28 mars 2013.
Dentons a ouvert un bureau à Houston au Texas en septembre 2013. Dentons a un bureau à Montréal et à Paris.
En janvier 2015, Dentons annonce son rapprochement avec le cabinet chinois Dacheng (大成) faisant de la firme le plus grand cabinet d’avocats au monde, dont les 6500 avocats et professionnels se répartissent dans 125 bureaux à travers plus de 50 pays,. En novembre 2015, Dentons annonce l’effectivité de son rapprochement avec Dacheng. Le nouvel ensemble, garde la structure en Verein de Dentons, et gardera la marque Dacheng en Chine, tout en utilisant celle de Dentons ailleurs,.
En avril 2015, Dentons fusionne ses activités avec le cabinet juridique américain McKenna Long & Aldridge.
En novembre 2015, Dentons annonce intégrer à son réseau le cabinet d'avocat singapourien Rodyk & Davidson et celui australien Gadens, intégrant ainsi respectivement 200 et 500 avocats. Dans le même temps, Dentons annonce intégrer dans son réseau OPF Partners, une firme luxembourgeoise, ayant 35 avocats.

## Structure
La structure corporative de Dentons est celle d’une association en Suisse comprenant :
- Salans FMC SNR Denton Europe LLP (communément appelée Dentons Europe),
- Dentons Canada LLP (Dentons Canada),
- Denton US LLP (Dentons US),
- Dentons UKMEA LLP (Dentons UKMEA),
- Brandt Chan & Partners à Hong Kong (Dentons Asia Pacific),
- ainsi que leur sociétés affiliées respectives. Le cabinet est décentralisé et n’a aucun siège social.

## Secteurs d’activité et champs de pratique
Dentons couvre 24 secteurs d’activité et 39 champs de pratique.

### Secteurs d’activité
- Activités minières
- Assurance
- Automobile
- Aviation et aérospatiale
- Capitaux privés
- Commerce de détail
- Communications
- Construction
- Défense
- Énergie
- Fabrication
- Hôtels et loisirs
- Immobilier
- Infrastructures et PPP
- Institutions financières
- Jeu
- Marques de luxe, mode et produits de beauté
- Médias, divertissement et sports
- Produits forestiers et agroentreprise*Questions gouvernementales
- Sciences de la vie et soins de santé
- Services professionnels
- Technologie
- Transport

### Champs de pratique
- Activités minières
- Arbitrage
- Assurance
- Capital de risque
- Capitaux privés
- Commerce, OMC et douanes
- Développement de projets
- Droit autochtone (Canada)
- Droit autochtone (États-Unis)
- Droit bancaire et financier
- Droit de l'environnement
- Droit de la concurrence
- Droit des sociétés
- Droit du travail
- Droit fiscal
- Droit public
- Droit public international
- Énergie
- Faillite et insolvabilité
- Fiducies, successions et conservation du patrimoine
- Franchise et distribution
- Fusions et acquisitions
- Gouvernance
- Immigration
- Immobilier
- Litige et règlement des différends
- Marchés financiers
- Politiques et réglementation gouvernementales
- Propriété intellectuelle et technologie
- Protection de la vie privée et des renseignements personnels
- Régimes de retraite, avantages sociaux et rémunération des hauts dirigeants
- Sciences de la vie
- Services de notariat (Allemagne)
- Soins de santé
- Transport
- Valeurs mobilières et financement des sociétés

### Bureaux
Dentons compte plus de 125 bureaux répartis dans une cinquantaine de pays .